# Cosmetirella davisi
Cosmetirella davisi is een hydroïdpoliep uit de familie Mitrocomidae. De poliep komt uit het geslacht Cosmetirella. Cosmetirella davisi werd in 1902 voor het eerst wetenschappelijk beschreven door Browne. 